# Powierz
Powierz – wieś w Polsce położona w województwie warmińsko-mazurskim, w powiecie nidzickim, w gminie Janowiec Kościelny przy drodze krajowej nr 7 (E77). Wyposażona jest w wodociąg zaopatrzony w wodę z własnego ujęcia. We wsi znajduje się m.in. sklep i ośrodek zdrowia.
W latach 1954-1972 wieś była siedzibą gromady Powierz. W latach 1975–1998 miejscowość administracyjnie należała do województwa olsztyńskiego.
Nazwa Powierż – przez "ż" ma jedynie zastosowanie do nazwy sołectwa, natomiast prawidłową nazwa miejscowości jest nazwa Powierz.